# Sallie Holman
Sallie Holman (24 de junho de 1849 – 7 de junho de 1888) foi uma cantora canadense de ópera.
Nascida em Lynn, Massachusetts, ela era filha de George W. Holman e Harriet Phillips, e foi a principal cantora numa  opera trupe inglesa, o Opera Trupe de Holman em inglês, formada pelo seu pai na década de 1860, composta pelo seu pai, a sua mãe e seus irmãos. A empresa percorreu o leste dos Estados Unidos e Canadá, a partir do final da década de 1850 e o início da década de 1880. casou-se com Mr. J. T. Dalton, um membro da companhia, em 1879.
Ela faleceu em 7 de junho de 1888.